# Valle Lomellina
Valle Lomellina (lombardul: Val) település Olaszországban, Lombardia régióban, Pavia megyében. Lakosainak száma 2082 fő (2023. január 1.). Valle Lomellina Breme, Candia Lomellina, Cozzo, Semiana, Velezzo Lomellina, Zeme és Sartirana Lomellina községekkel határos.

## Népesség
A település lakossága az elmúlt években az alábbi módon változott:
| Lakosok száma | 2214 | 2180 | 2082 |
|               | 2017 | 2018 | 2023 |